# Kaibil

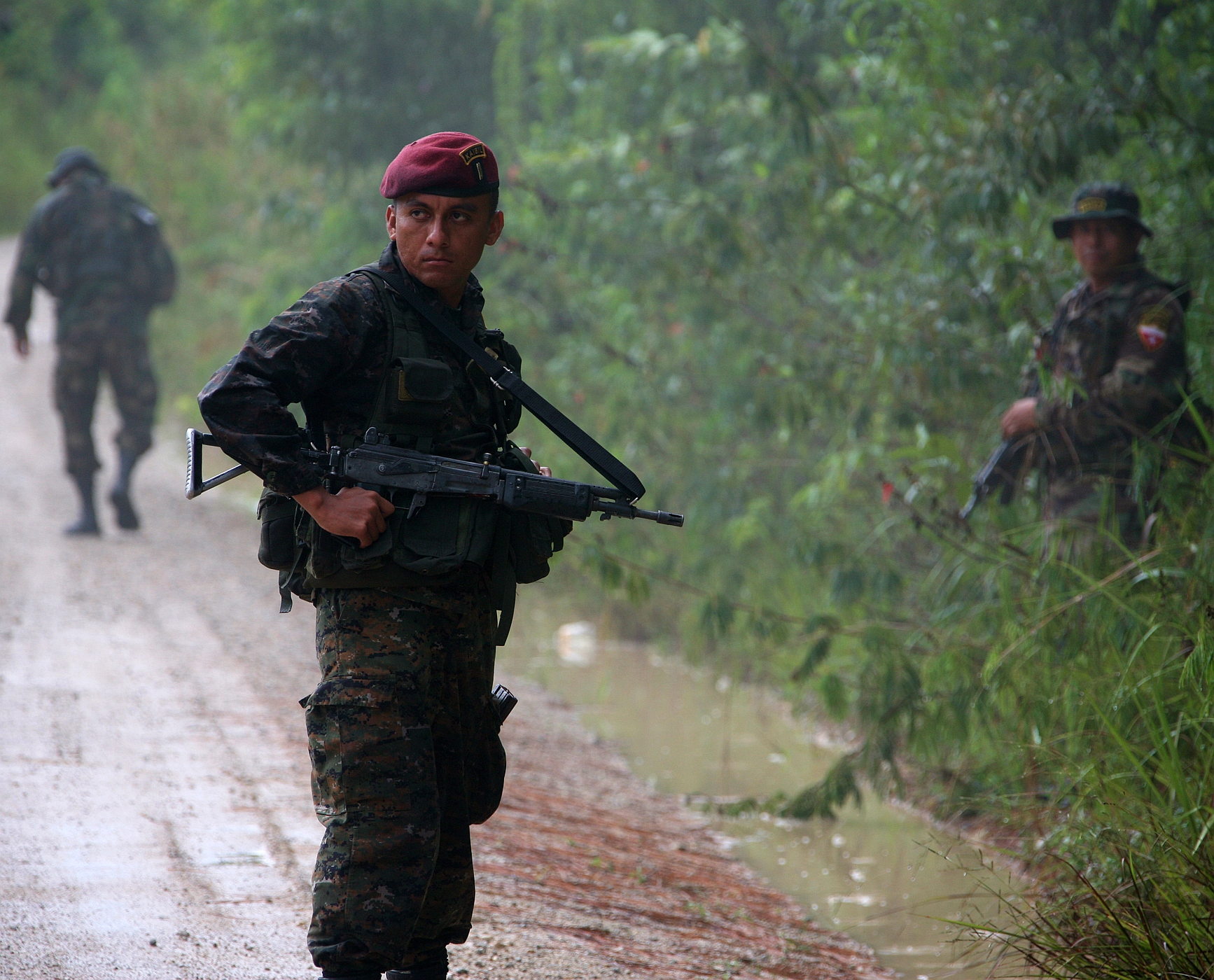
Kaibiles tijdens een trainingsmissie

Kaibiles zijn speciale troepen van het Guatemalteekse Leger die gespecialliseerd zijn in oerwoudoorlogvoering en contraterrorisme. De kaibiles zijn berucht vanwege hun rol in de Guatemalteekse Burgeroorlog en genocide.
De trainingsschool voor de kaibiles werd opgericht in 1974. Zij danken hun naam aan Kayb'il B'alam, een leider van de Mam-Maya's die in de 16e eeuw door zijn kracht en handigheid de Spaanse troepen van Pedro de Alvarado wekenlang wist te ontlopen. De kaibiles werden getraind in twee centra bij Melchor de Mencos in het departement Petén, El Infierno (De Hel) en La Pólvora (Buskruit). In 1989 werd het trainingscentrum verplaatst naar Poptún. Tijdens hun opleiding ondergaan kaibiles een zware en intensieve training van 60 dagen; per trainingsperiode worden maximaal 64 kandidaten toegelaten en er zijn nooit meer dan 10 tegelijk geslaagd.
De Historische Ophelderingscommissie concludeerde in de jaren negentig dat de kaibiles schuldig waren geweest aan grootschalige mensenrechtenschendingen in de burgeroorlog en weet dit onder meer aan de onmenselijke training; zo zouden kaibiles-in-spé zijn gedwongen dieren dood te bijten en hun bloed te drinken. Kaibiles waren onder andere verantwoordelijk voor het bloedbad van Dos Erres in december 1982.
Na het verdrag van vaste en duurzame vrede, waarmee in 1996 een einde aan de burgeroorlog kwam, werden de kaibiles niet afgeschaft. Bij de moord op bisschop Gerardi in 1998 was bijvoorbeeld de kaibil-officier Lima Oliva betrokken. De kaibiles worden sindsdien wel ingezet tegen de drugsmaffia en hebben deelgenomen aan vredesmissies in de Democratische Republiek Congo. Ook zouden gedeserteerde kaibiles zich bij de Zetas hebben aangesloten. De Rooms-Katholieke Kerk en Human  Rights Watch hebben opgeroepen tot opheffing van de kaibiles.